# 黒崎港駅
黒崎港駅（くろさきこうえき）は、かつて福岡県北九州市八幡西区築地町にあった、日本国有鉄道（国鉄）鹿児島本線の貨物駅（廃駅）である。貨物支線の廃線に伴い、1982年（昭和57年）2月28日に廃駅となった。

## 歴史
- 1953年（昭和28年）4月1日：開業[1]。貨物駅[1]。
- 1982年（昭和57年）2月28日：貨物支線の廃線に伴い廃止[1][2]。

## 隣の駅
日本国有鉄道
鹿児島本線貨物支線
黒崎駅 - 黒崎港駅